# Hackfelds Dorfkrug

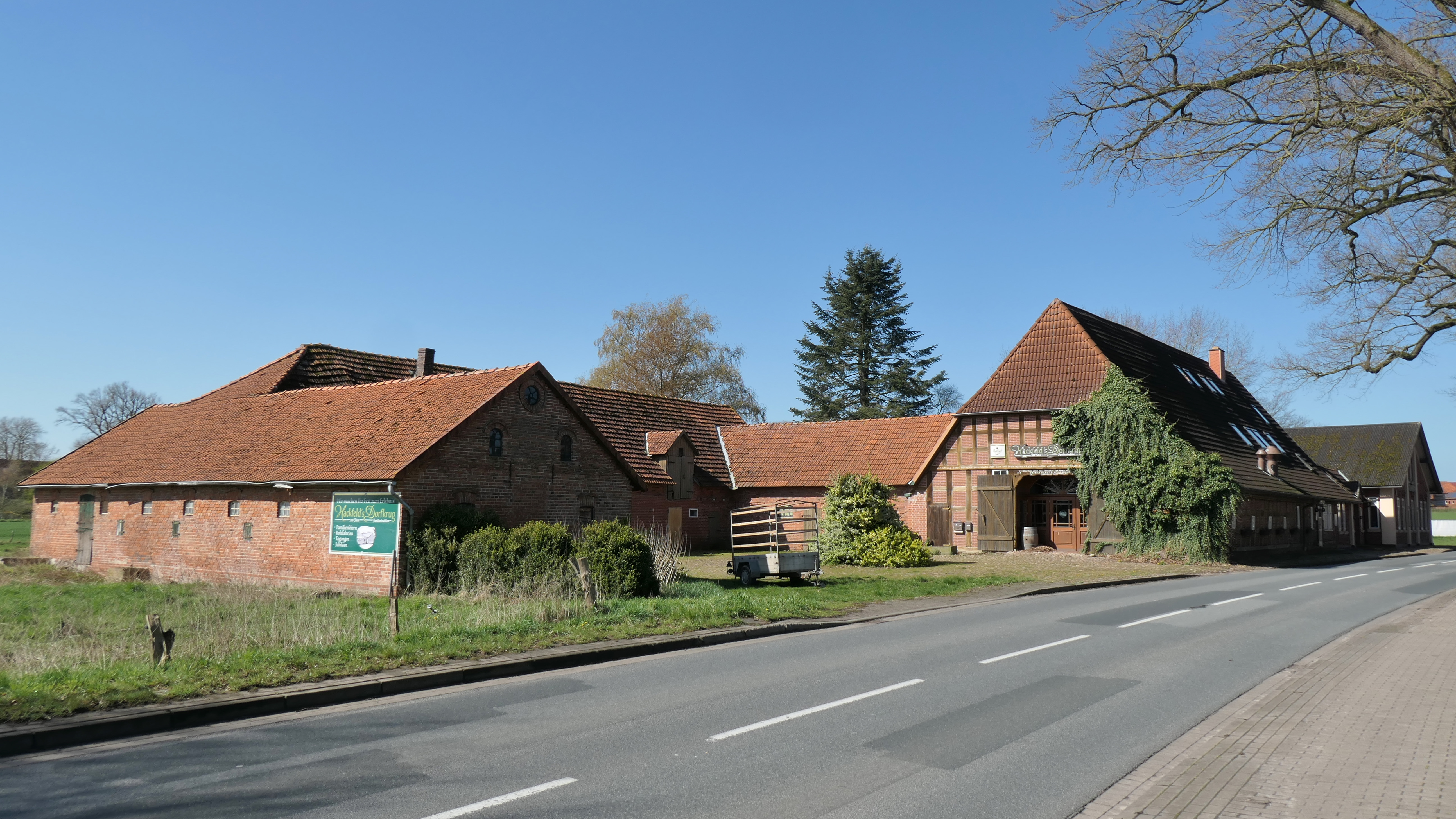
Hackfeld's Dorfkrug (April 2023)

Hackfelds Dorfkrug in Groß Ippener, Ortsteil Klein Ippener, Samtgemeinde Harpstedt, Harpstedter Straße 1, stammt von 1809 und 1904. Er wurde Ende 2022 dauerhaft geschlossen.
Das Ensemble steht unter Denkmalschutz (Siehe auch Liste der Baudenkmale in Groß Ippener).

## Geschichte
Das Ensemble besteht aus:
- dem breiten achtachsigen eingeschossigen giebelständigen verklinkerten Gebäude von 1904 mit einem Satteldach und einem auch denkmalgeschützten Festsaal, breite verputzte Lisenen gliedern das Haus, Eingang an der Traufseite, südlich jüngere Anbauten,
- der Scheune als Zweiständerhallenhaus von 1809 in Fachwerk mit Steinausfachungen sowie Krüppelwalmdach mit südseitiger moderner Schwalbenschwanzgaube; am Wohngiebel und am Wirtschaftsgiebel jüngere Anbauten, Inschriften am Giebelbalken („Auf Gott und nicht auf meinen Rat will mein Glück stets bauen und dem der mich erschaffen hat mit ganzer Seele trauen. Der ...“) und über der Grooten Door (u. a. Jahreszahl: „1809“)
- Backhaus aus dem späten 18. Jh. als kleiner Fachwerkbau mit Steinausfachungen und auch z. T. Lehmausfachungen und Satteldach, sowie westseitigem Anbau in Backstein mit Schleppdach, mit erhaltenem Backofen.

- Räume in den Gebäuden:
  - Festsaal im Dorfkrug für bis zu 160 Gäste
  - Saal in der Scheune für rund 300 Personen
  - Hackfeld’s Tenne für 60 Personen
  - Blauer und Roter Salon für 20 bzw. 40 Personen
  - Historische Stube für 80 Personen mit offenem Kamin
  - Hühnerstall, umgebaut für um 20 Personen
  - sowie Fidis Klönschnack und die Kutscherstube.

Die Landesdenkmalpflege befand: „...geschichtliche Bedeutung ... als beispielhaftes Fachwerkhallenhaus des frühen 19. Jhs. ...“. Im Dorfkrug fanden traditionelle Feiern wie der Schützenball, Spargel-, Kohl- und Pinkelessen, Stifts-, Jubiläums-, Ernte-, Faschings-, Advents-, Weihnachts-, Silvesterfeiern, Konzerte, Theater und Hochzeiten sowie Vereinsversammlungen statt.